# 東京コロニー

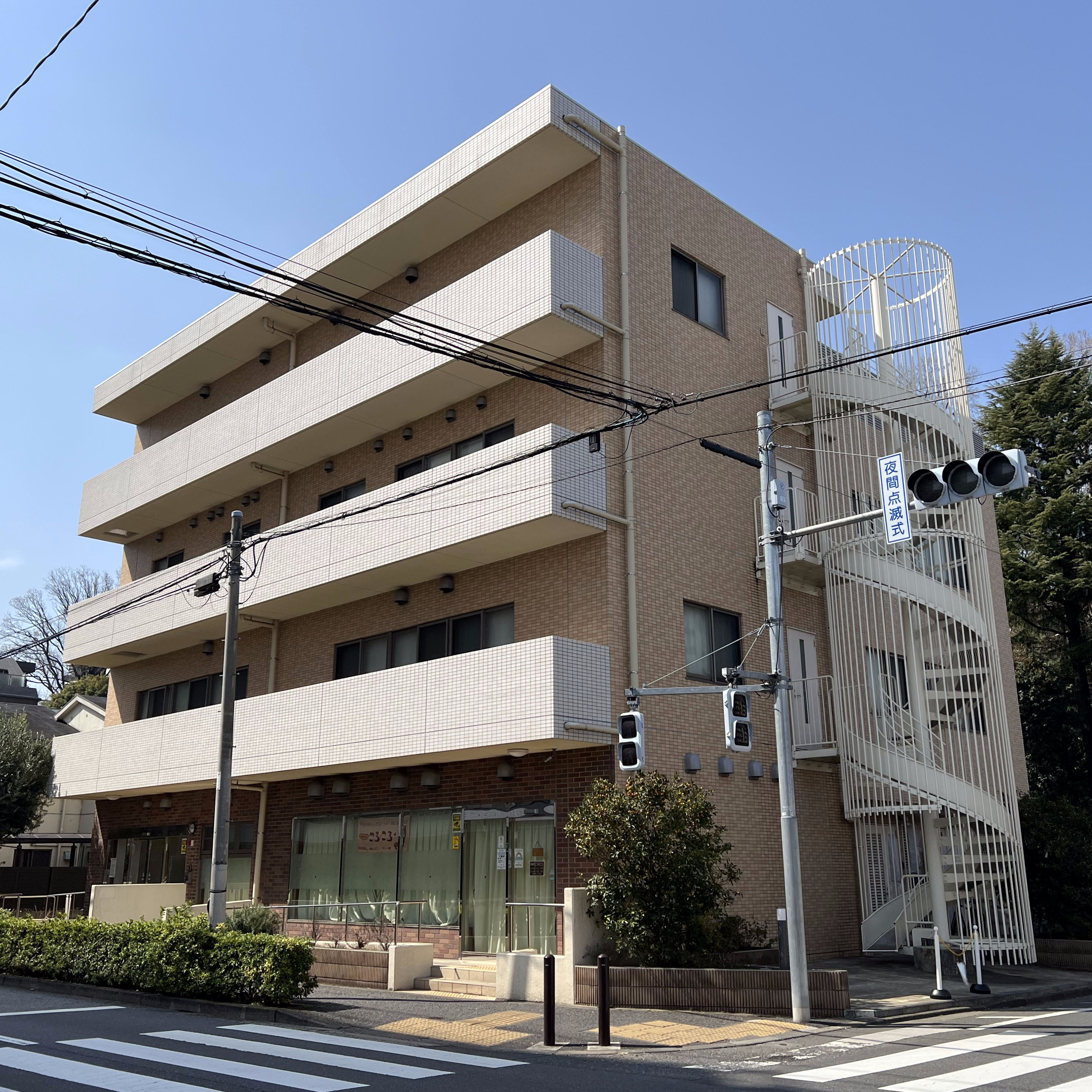
法人本部

社会福祉法人 東京コロニー（しゃかいふくしほうじんとうきょうコロニー）は、東京都中野区にある社会福祉法人。
東京都葛飾福祉工場など、身体障害者のための授産所（都内20ヶ所）を持つ。
略称はトーコロ。社団法人ゼンコロ（全国11の社会福祉法人で構成）に属している。

## 沿革
前身は、第二次世界大戦後、結核の後遺症に苦しむ患者たち自身が、自立のために立ち上げたコロニー（生活の場・仕事の場）。
これは当時、世界的にも例を見ない組織であった。
コロニーは、国鉄からの払い下げの「汽車の家」や中古のバラックを活用した。
日本全国で建設されたコロニーは、最盛期に約40か所あったが、淘汰されてしまい、東京コロニーはそのうちの3つの法人が合併して存続した組織である。
その後、身体障害者の自立を目的とした業務に移行し、2011年現在、東京都内の20ヶ所の事業拠点で、655名（うち障害者378名）が（就労訓練者も含めて）働いている。
1951年（昭和26年）、設立。
1959年（昭和34年）、「コロニー印刷」を開設。
1960年（昭和35年）、社団法人の認可。
1968年（昭和43年）、社会法人の認可。「コロニー授産所」を開設。
1972年（昭和47年）、「東京都葛飾福祉工場」の運営を受託。
1975年（昭和50年）、「東京都大田福祉工場」の運営を受託。
1982年（昭和57年）、情報処理部門を設立（「トーコロ情報センター」）。
1990年（平成02年）、メールサービス部門を設立（「トーコロ青葉ワークセンター」）。
2005年（平成17年）、「トーコロ生活支援センター」を開設。
2011年（平成23年）、「東京都葛飾福祉工場」「東京都大田福祉工場」を、東京都から審査により民間移譲。
2012年（平成24年）、中野区による指定管理者制度導入とともに、4月より5年間、「中野区中野福祉作業所」の指定管理者となる。

## 東京都葛飾福祉工場
1972年（昭和47年）以降、「非常持出袋」（避難セット）「スーパー保存水」（賞味期限5年間）など、数々のオリジナル商品を製造・販売している。
防災用品のみならず、近年ではペット用品も扱う。
なお、東京都が開設した福祉工場は3つあり、（葛飾・大田以外の）残りの1つの「東京都板橋福祉工場」は、社会福祉法人日本キリスト教奉仕団が運営している。
2016年12月8日、障害者週間に合わせて、125代天皇明仁、皇后美智子が葛飾福祉工場を訪問された。